# Ousman Jallow (Fußballspieler)
Ousman Jallow (* 21. Oktober 1988 in Banjul) ist ein gambischer ehemaliger Fußballspieler.

## Karriere

### Verein
Sein Jugendverein war Wallidan Banjul, während dieser Zeit nahm er an der U-17-Fußball-Weltmeisterschaft 2005 teil und spielte für Gambia gegen die Auswahl aus Brasilien. Zwei Jahre später war er für vier Spiele bei der U-20-Fußball-Weltmeisterschaft 2007 im Einsatz.
Nach seinem Wechsel zu Brøndby gab der agile Angreifer am 18. September 2008 sein Debüt in der ersten Mannschaft. Im UEFA-Pokalspiel gegen Rosenborg BK wurde er zur zweiten Halbzeit für Jan Kristiansen eingewechselt. Sein Ligadebüt erfolgte vier Tage später; im Match gegen Esbjerg fB stand er in der Startformation von Trainer Tom Køhlert. Nur anderthalb Wochen später erzielte er sein erstes Ligator für Brøndby, den Siegtreffer zum 1:0 bei Odense BK.
Seine Torgefährlichkeit und sein Zusammenspiel mit seinem Sturmkollegen Morten „Duncan“ Rasmussen beeindruckten. In der Rückrunde 2008/09 blieb er jedoch Einwechselspieler. Das Team erreichte am Saisonende den dritten Platz. Im Herbst 2009 musste Jallow aufgrund einer Verletzung mehrere Wochen pausieren, spielte sich jedoch nach der Winterpause als fester Bestandteil in die Stammelf zurück und konnte mit Brøndby erneut den dritten Platz und damit die Qualifikation zur UEFA Europa League 2010/11 erreichen. Brøndby drang in die Play-offs vor, in denen Sporting Lissabon in Portugal auch dank eines Tores von Jallow mit 2:0 besiegt wurde.
Nachdem der Vertrag bei Brøndby im Sommer 2011 ausgelaufen war, wechselte der Stürmer in die Türkei zum dortigen Zweitligisten Çaykur Rizespor. Er blieb bis 2013 bei den Türken und konnte sich danach bei keiner Mannschaft mehr festspielen; bis 2020 wechselte er mehrmals und spielte in Finnland, Kasachstan und Zypern, hatte aber auch etliche Zeiten ohne Verein.

### Nationalmannschaft
Für die gambische Fußballnationalmannschaft war er während der Qualifikation für die Fußball-Weltmeisterschaft 2010 im Einsatz.